# Albert Hofmann
Albert Hofmann (n. 11 ianuarie 1906, Baden, cantonul Aargau, Elveția – d. 29 aprilie 2008, Burg im Leimental⁠(d), Cantonul Basel-Provincie, Elveția) a fost om de știință elvețian, celebru pentru sintetizarea LSD (acidul lisergic dietilamid).

## Biografie
S-a născut în Baden, Elveția. A studiat chimia la Universitatea din Zürich. În centrul interesului său s-a situat chimia plantelor și animalelor, iar mai târziu a coordonat ample cercetări asupra structurii unor substanțe de origine animală, cum ar fi chitina, pentru aceasta din urmă obținând doctoratul. A lucrat la compania Sandoz unde a ajuns director al departamentului de produse naturale.
S-a stins din viață la 102 ani, la una din locuințele sale din Basel, în urma unui atac de cord.

## Legături externe
- Fundația Albert Hofmann
- Albert Hofmann Tribute
- Albert Hofmann (NNDB)
- Albert Hofmann la Erowid.org
- MAPS ("Dr. Albert Hofmann acordă interviu lui Stanislav Grof")